# Rionero in Vulture
Rionero in Vulture ist eine süditalienische Gemeinde mit 12.446 Einwohnern (Stand 31. Dezember 2023) in der Provinz Potenza in der Region Basilikata. In Rionero in Vulture werden Reben für den Rotwein Aglianico del Vulture angebaut.

## Lage und Daten
Der Ort liegt im Vulture-Gebiet. Die Nachbargemeinden sind Aquilonia (AV), Atella, Barile, Calitri (AV), Melfi, Rapolla, Ripacandida und Ruvo del Monte.
Im Ort steht ein Denkmal, das an 16 von der deutschen Wehrmacht erschossene Einwohner am 24. September 1943 erinnert.

## Söhne und Töchter der Gemeinde
- Raffaele Ciasca (1888–1975), Politiker
- Carmine Crocco (1830–1905), Brigant